# Willowbrook, Kansas
Willowbrook är en ort i Reno County i Kansas. Vid 2010 års folkräkning hade Willowbrook 87 invånare.